# Broederstroom
Broederstroom est un village le long de la route R512 sur le bord de Daspoort au pied du Magaliesberg dans le Nord-Ouest, en Afrique du Sud. Il est né d'une colonie Voortrekker fondée à la suite du dépeuplement de Mzilikazi de la région pendant la Mfécane.
La colonie est située dans le Witwatersberg au sud du barrage d'Hartbeespoort, dans l'ancien district de Pretoria, près de Pelindaba, qui abrite deux réacteurs nucléaires à des fins de recherche et de paix.
Plusieurs petites et moyennes entreprises, des installations de nuit, des fermes et des établissements informels sont situés ici le long de la route R512– sur la rive ouest de la rivière Crocodile. L'agrégation lâche de logements et d'entreprises est traversée par la route Jalalpor allant d'ouest en est, et la route Bart Pretorius allant du sud au nord. Le vaste Pecanwood Golf Estate est situé à environ 4 km au nord, sur les rives du barrage de Hartbeespoort.

## Histoire
Les premiers agriculteurs de l'âge du fer étaient présents ici à partir du VIe siècle, et les Bafokengs dominaient le paysage depuis le début du XVIe siècle. Ils ont beaucoup souffert pendant la Mfécane du XIXe siècle, et les Voortrekkers sont entrés dans la région immédiatement après. Le village est nommé d'après trois frères du général Andries Pretorius, à savoir Piet, Bart et Wynand Pretorius, qui se sont installés ici au milieu du XIXe siècle. Le nom du village dérive du mot hollandais frère, qui signifie 'frère', et le 'flux' de la rivière Crocodile. Avant et avec la création de la colonie, la rivière Crocodile est passée comme 'flux. Après la construction du barrage de Hartbeespoort, Broederstroom est devenu le site de la rivière Crocodile entrant dans le barrage de Hartbeespoort.
Bart Pretorius y a construit une maison vers 1845. Andries Pretorius rejoint ses frères plus jeunes ici en 1848, et son fils M. W. Pretorius était également un résident. Le célèbre écrivain afrikaans Sangiro est né à Broederstroom en 1894, et à partir de 1924, l'historien et militant de la langue afrikaner Gustav Preller a visité la région et s'est finalement installé à Pelindaba. Preller, à son tour, était fréquenté par Eugène Marais, ainsi que par plusieurs autres artistes et intellectuels,,.
Treize huttes se partagent une superficie de deux hectares. Ce sont des structures en forme de dôme, faites d’une armature légère en bois avec un revêtement de feuillages et d’herbes entouré intérieurement et extérieurement d’une coque de boue séchée, recouverte par une couverture d’herbes tressées. Entre les habitations, des tombes sont disséminées. Les habitants cultivent des céréales, élèvent du bétail, des moutons et des chèvres, fondent le fer et fabriquent de la céramique délicatement décorée.